# Carl Vogel (Kartograf)

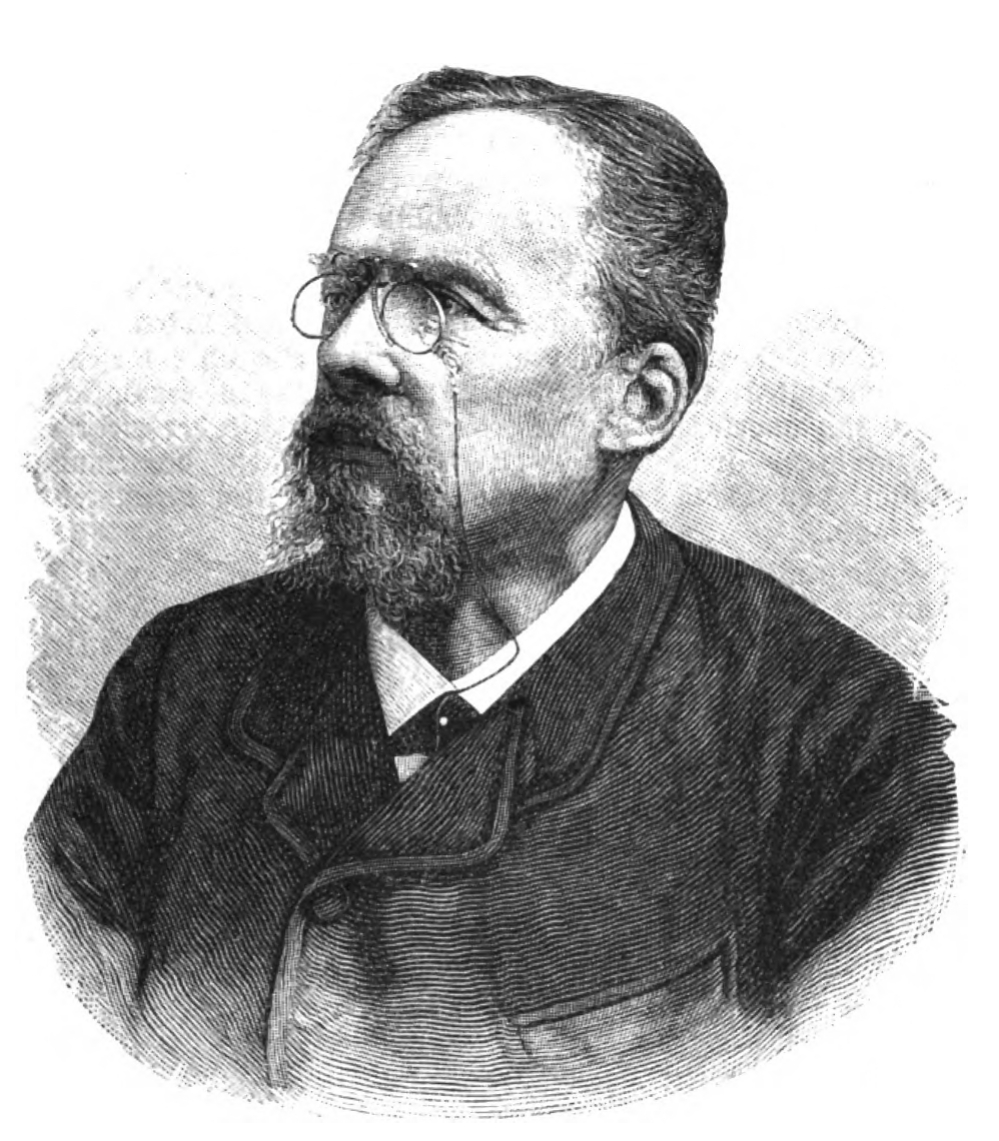
Carl Vogel (um 1892)

Carl Vogel, auch Karl Vogel (* 4. Mai 1828 in Hersfeld; † 16. Juli 1897 in Gotha) war ein deutscher Topograph und Kartograph.

## Leben

### Ausbildung und erste Berufserfahrungen
Vogel war Sohn eines Handwerkers. Schon früh beschloss er, Landvermesser zu werden, da er eine große zeichnerische Begabung besaß. Er besuchte die höhere Gewerbeschule in Kassel und erweiterte seine Kenntnisse mit Hilfe mathematischer und geodätischer Lehrbücher. Nach bestandener Abschlussprüfung trat er im April 1846 als technischer Hilfsarbeiter bei der kurhessischen topographischen Landesvermessung in Kassel ein.
Als Mitarbeiter des nur wenige Jahre älteren Topographen Johann August Kaupert half Vogel bei den Meßtischaufnahmen und beteiligte sich an der Bearbeitung des großen topographischen Atlas des Kurfürstentums Hessen, der von 1840 bis 1858 in 40 Blättern im Maßstab von 1:50.000 erschien. Vogel war Gegner der verfassungswidrigen Verordnungen des reaktionären Ministeriums Hassenpflug und wurde im Herbst 1850 aus dem kurhessischen Staatsdienst entlassen. Da ihm auf Grund seiner kartographischen Fähigkeiten gute Empfehlungen ausgestellt wurden, erhielt er schon nach kurzer Zeit eine neue Stellung im benachbarten Thüringen. Herzog Ernst von Sachsen-Coburg-Gotha plante die Veröffentlichung eines Werkes über den schleswig-holsteinischen Feldzug von 1848 bis 1851 und beauftragte ihn, eine Reihe von Karten und Plänen der in diesem Krieg beteiligten Landschaften und Orte zu entwerfen. Während dieser Arbeit, die allerdings unvollendet und ungedruckt blieb, kam er mit dem Verlag Justus Perthes in Gotha in Verbindung, dessen geographische Anstalt erheblich ausgeweitet wurde und deshalb qualifizierte Kräfte gesucht wurden.

### Mitarbeiter des Verlages Justus Perthes
Anfang Februar 1853 wurde Vogel als ständiger Mitarbeiter des Verlages angestellt, dem er 44 Jahre hindurch ununterbrochen bis zu seinem Tode angehörte. Er konnte dort mit einer Reihe namhafter Kartografen wie August Petermann, Emil von Sydow und Hermann Berghaus zusammen wirken, von denen er zahlreiche Anregungen erhielt. Er arbeitete vor allem daran, die drei wichtigen, von dem 1836 verstorbenen Adolf Stieler begründeten Kartenwerke des Perthes’schen Verlages, durch ständige Verbesserungen, Berichtigungen und Ergänzungen auf Grund eingehenden Studiums der neu erscheinenden geographischen, kartographischen und Reiseliteratur auf dem Laufenden zu halten. Der erste war der seit 1821 in sehr hohen Auflagen verbreitete Kleine Schulatlas über alle Theile der Erde. Der zweite war der Kleine Atlas der deutschen Bundesstaaten, dessen einzelne Karten nach den in die verschiedenen Teile Deutschlands verkauften Exemplaren des Schulatlas beigegeben wurden. Er wurde erstmals 1834 bis 1838 in drei Abteilungen veröffentlicht. Der dritte und bekannteste war der Handatlas über alle Theile der Erde, dessen erste Ausgabe von 1817 bis 1823 erfolgte. An seiner Verbesserung arbeitete Vogel vier Jahrzehnte hindurch. Die vierte Ausgabe, die erste an der er mitwirkte, erschien von 1862 bis 1864, die fünfte bereits ab 1866 bis 1868, jeweils mit 84 Karten. Das von ihm gefertigten Blatt Süd-West Deutschland und Schweiz kann als die erste moderne Atlaskarte angesehen werden. Hinzu kamen in späterer Ausgaben die von dem 1895 verstorbenen W. Weiler meisterlich in Kupfer gestochenen und in wissenschaftlicher und technischer Hinsicht anerkannten Vierblattkarten im Maßstab 1:1.500.000 der Iberischen Halbinsel (1870–72), Frankreichs (1874–77), des Deutschen Reiches (1879–81), Österreich-Ungarns (1881–85), Italiens (1887–88) und der nach Vogels Entwurf von B. Domann ausgeführten Balkanhalbinsel (1890–91), sowie die Einblattkarte von Dänemark im gleichen Maßstab (1886), so dass 26 von 100 Karten des Werkes Vogels Namen trugen.

Der Thüringer Wald: Eisenach, Wilhelmsthal, Ruhla, Wartberg, Hörselberg, Wutha, Wachstein, Drachenstein: Blatt I im Maßstab 1:60.000 (1867)

Vogel schuf außerdem eine Reihe von Einzelkarten, die ebenfalls im Verlag von Justus Perthes erschienen. Von den frühen Arbeiten sind zu erwähnen fünf Spezialkarten vielbesuchter Ziele des Thüringer Waldes, unter anderem die Gegend von Eisenach, Bad Liebenstein, Friedrichroda, Tambach und Oberhof im Maßstab 1:60.000, die von 1859 bis 1866 erschienen. 1864 bis 1866 wurde eine große von ihm erstellte Topographische Karte vom Thüringer Walde und seinen Vorlanden im Maßstab 1:150.000 in vier Sektionen mit einem begleitenden Text Zur Geschichte der Kartographie des Thüringer Waldgebirges veröffentlicht. Ein Plan von Paris und Umgebung im Maßstab 1:150.000 zur Veranschaulichung der Belagerung von Paris während des Deutsch-Französischen Krieges erschien 1871 mit einem Begleitwort sowie im gleichen Jahr eine Plan von Portugal vor und nach der neuen Landesaufnahme im Maßstab 1:1.500.000. In den späteren Jahren beschäftigte er sich mit der Umarbeitung der bereits 1826 bis 1836 von Adolf Stieler gezeichneten, nun aber veralteten Karte von Deutschland, Königreich der Niederlande, Königreich Belgien und der Schweiz mit angränzenden Ländern mit 25 Blättern, von der er 1876 eine revidierte Ausgabe erscheinen ließ. 1878 besuchte er im Auftrag seines Verlages die Weltausstellung in Paris, ein Erlebnis, das ihn tief beeindruckte.
Eines seiner Hauptwerke war die Karte des Deutschen Reichs, nicht zu verwechseln mit der Karte des Deutschen Reiches, dem Kartenwerk von 1909. Nach sechsjähriger mühseliger Vorbereitung begann unter Heranziehung mehrerer junger Hilfskräfte der zeichnerische Entwurf, nach weiteren sechs Jahren der Stich, der nach vielfältigen Proben und Einholung sachverständiger Urteile binnen fünf Jahren vollendet wurde. 1893 konnte das Werk abgeschlossen werden. Als Maßstab wurde 1:500.000 gewählt, sodass sich unter Ausschluss der Nachbarländer insgesamt 27 Sektionen ergaben. Die Karte erschien in zwei Ausgaben als politische und als topografische Karte. Sie fand in Fachkreisen des In- und Auslandes große Zustimmung und war zur damaligen Zeit ein herausragendes Werk deutscher Kartentechnik. Sie liegt auch der 1894 bis 1897 im gleichen Verlag erschienenen Geologischen Karte des deutschen Reiches im Maßstab 1:500.000 in 27 Sectionen zu Grunde, die Richard Lepsius bearbeitet hat.
Vogel war auch Autor kleinerer Aufsätze, die fast ausschließlich in Petermanns Geographischen Mitteilungen erschienen. Für die Zeitschrift verfasste er regelmäßige Berichte über die neu erschienenen Blätter von Stielers Handatlas, aber auch Selbstanzeigen seiner Vierblattkarten. Außerdem verfasste er kritische Besprechungen von Kartenwerken anderer Autoren. Nur selten lieferte er Beiträge für andere Zeitschriften wie die Jahrbücher für die deutsche Armee und Marine.
Im Herbst 1890 erlitt Vogel einen leichten Schlaganfall der ihn nötigte, seine Tätigkeiten einzuschränken. 1893 hatte er einen zweiten stärkeren, am 16. Juli 1897 starb er nach einem dritten Anfall, im Alter von 69 Jahren in Gotha. Sein schriftlicher Nachlass befindet sich in der Forschungsbibliothek Gotha.

### Ehrungen und Auszeichnungen
Auf dem 3. Internationalen Geographen-Kongress 1881 in Venedig wurde Vogel für seine Leistungen die große Medaille verliehen. Aus Anlass des hundertjährigen Bestehens der Geographischen Anstalt wurde er 1885 mit dem Ritterkreuz des herzoglich-sächsischen Hausordens ausgezeichnet. 1891 erhielt er von der philosophischen Fakultät der Universität Marburg die Ehrendoktorwürde. Zahlreiche geographische Gesellschaften ernannten Carl Vogel zu ihrem korrespondierenden oder Ehrenmitglied.

## Veröffentlichungen (Auswahl)
- Sachsen, Thueringen und benachbarte Länder. Gotha 1860.
- Nord-Östliches Deutschland. Gotha 1861.
- Süd-Westliches Deutschland und die Schweiz. Gotha 1865.
- Topographische Karte vom Thueringer Wald und seinen Vorlanden. Gotha 1866.
- Deutschland und benachbarte Länder. Zur Übersicht der Eisenbahnen und Dampfschiffahrten. Gotha 1868.
- Österreichisch-Ungarische Monarchie. Gotha 1872.
- Spanien und Portugal. Spanische Halbinsel. Gotha 1874.
- Das Deutsche Reich. Das Deutsche Reich in 4 Blättern. Gotha 1881.
- Dänemark und seine Nebenländer. Gotha 1890.
- Balkan-Halbinsel. Gotha 1891.
- Karte des Deutschen Reichs im Massstab 1:500.000. 27 Blätter in Kupferstich. Gotha 1893.
- Karte von Eisenach, Bad Liebenstein und Umgebung. Gotha 1895.